# Rue de l'Ourcq
Rue de l'Ourcq är en gata i Quartier de la Villette och Quartier du Pont-de-Flandre i Paris nittonde arrondissement. Gatan är uppkallad efter Canal de l'Ourcq. Rue de l'Ourcq börjar vid Avenue Jean-Jaurès 143 och slutar vid Rue d'Aubervilliers 168.

## Omgivningar
- Saint-Jacques-Saint-Christophe
- Impasse de Joinville
- Rue Émélie
- Rue Gresset

## Bilder
| - Rue de l'Ourcq 2 bis. - Gatuskylt. - Saint-Jacques-Saint-Christophe. |

## Kommunikationer
- Tunnelbana – linje  – Crimée
- Busshållplats Flandre – Paris bussnät
- Busshållplats Canal de l'Ourcq – Paris bussnät

### Webbkällor
- ”Rue de l'Ourcq”. Mairie de Paris. https://web.archive.org/web/20160303205621/http://www.v2asp.paris.fr/commun/v2asp/v2/nomenclature_voies/Voieactu/6895.nom.htm. Läst 23 januari 2024.
- ”Rue de l'Ourcq (19ème arrondissement)”. Les rues de Paris. https://web.archive.org/web/20160409101950/http://www.parisrues.com/rues19/paris-19-rue-de-l-ourcq.html. Läst 23 januari 2024.